# Nemipterus thosaporni
Nemipterus thosaporni is een straalvinnige vissensoort uit de familie van valse snappers (Nemipteridae). De wetenschappelijke naam van de soort is voor het eerst geldig gepubliceerd in 1991 door Russell.